# Communistische partij
Een communistische partij is een politieke partij die streeft naar toepassing van de sociale principes van het communisme. De term werd voor het eerst gebruikt in het Manifest van de Communistische Partij uit 1848 van Karl Marx en Friedrich Engels.
Volgens de leninistische theorie is een communistische partij de vertegenwoordiger van de arbeidersklasse. Indien deze partij daadwerkelijk de macht in een land heeft, is volgens deze theorie de partij de hoogste autoriteit binnen de dictatuur van het proletariaat. Deze theorie over communistische partijen ontstond begin 20e eeuw.
Communistische partijen hebben vaak nauwe banden met andere organisaties van de werkende klasse, zoals vakbonden. Ook internationaal is er contact tussen de communistische partijen van verscheidene landen.
In onder andere Estland, Indonesië, Iran, Letland, Litouwen, Oekraïne, Roemenië en Zuid-Korea zijn communistische partijen verboden.

## Nederland
Hedendaagse communistische partijen in Nederland zijn de Nieuwe Communistische Partij van Nederland, de trotskistische Internationale Socialisten en de Revolutionair Socialistische Partij. Daarnaast streeft de maoïstische Groep Marxisten-Leninisten/Rode Morgen voor het opbouwen van een toekomstige arbeiderspartij gefundeerd op marxistische principes.